# Karl Feuchtmayr
Karl Feuchtmayr (* 3. Februar 1893 in Unterkotzau; † 18. Februar 1961 in Murnau) war ein deutscher Kunsthistoriker.
Karl Feuchtmayr besuchte das Realgymnasium und das Gymnasium bei St. Stephan in Augsburg. Nach Militärdienst und Kriegsteilnahme studierte er ab 1919 Kunstgeschichte und bayerische Geschichte an der Universität München bei Heinrich Wölfflin und Michael Doeberl. Er wurde 1922 mit dem Thema „Schwäbische und bayerische Bildhauer der Spätrenaissaince und des Frühbarock“ promoviert. 1923 wurde er Konservator bei der Münchner Residenz. 1927 wechselte er zu den Bayerischen Staatsgemäldesammlungen in München und wurde dort 1933 Hauptkonservator. 1948 trat er in den Ruhestand.

## Veröffentlichungen
- Die Malerfamilie Apt. In: Münchner Jahrbuch der Bildenden Kunst XI, 1921, S. 30–61.
- Skulpturen Georg Petels. In: Kunstchronik und Kunstmarkt N.F. XXXIV, 1922/23, S. 577–582.
- Schwäbische und bayerische Bildhauer der Spätrenaissaince und des Frühbarock. Dissertation, München 1922.
- Georg Petel. In: Münchner Jahrbuch der bildenden Kunst, N.F. III, 1926, S. 89–122.
- Herkules im Kampfe mit der Hydra von Georg Petel. In: Das Schwäbische Museum, 1926, S. 157–170.
- Zur Restaurierung von Georg Petels Sebastian-Figur in der St. Maxkirche zu Augsburg. In: Das Schwäbische Museum, 1927, S. 27–32, S. 198 f.
- Die Begegnung Karls V. und Ferdinands I. von Hans Daucher. In: Münchner Jahrbuch der bildenden Kunst, N.F. X, 1933, S. 9–13.
- Christoph Amberger und Jörg Hermann. In: Münchner Jahrbuch der bildenden Kunst, N.F. XIII, 1938/39, S. 79–86.
- Die Bildhauer der Fugger-Kapelle bei St. Anna zu Augsburg. Stilkritische Bemerkungen zu Sebastian Loscher und Hans Daucher. In: Norbert Lieb: Die Fugger und die Kunst, I, München 1952, S. 433–471.